# Formiguer capbrú
El formiguer capbrú (Myrmelastes brunneiceps) és una espècie d'ocell de la família dels tamnofílids (Thamnophilidae) que habita el sotabosc de la selva pluvial del sud-oest del Perú i nord-oest de Bolívia.